# Centaurea cyprensis
Centaurea cyprensis — вид квіткових рослин айстрових (Asteraceae). Ендемік Кіпру.

## Біоморфологічна характеристика
Багаторічна трав'яниста рослина з товстим кореневищем. Листки утворюють розетку, а численні розлогі стебла довжиною до 30 см. Квіткові головки ростуть на кінці стебла з пурпурно-рожевими або білими квіточками, протягом квітня-травня. 

## Середовище
Зростає у відкритих соснових лісах і кам'янистих схилах на серпентинних скелях разом з Alyssum akamasicum.